# Quimbaya (gemeente)
Quimbaya is een gemeente in het Colombiaanse departement Quindío. De gemeente telt 32.928 inwoners (2005). Het belangrijkste feest van de stad is de Fiesta Nacional del Concurso de Alumbrados con Velas y Faroles dat traditioneel in de nacht van 7 op 8 december (Día de las Velitas gevierd wordt. Quimbaya maakt deel uit van de Eje Cafetero en is gelegen in de Cordillera Central op ruim 1400 meter hoogte.

## Etymologie
De naam van de gemeente is afgeleid van het inheemse volk de Quimbaya.

## Geboren
- Diego Pescador (2004), wielrenner

Armenia · Buenavista · Calarcá · Circasia · Córdoba · La Tebaida · Montenegro · Filandia · Génova · Pijao · Salento · Quimbaya